# Schistostega
Schistostega pennata
Famille
Genre
Espèce
Synonymes
Schistostega osmundacea D.Mohr, 1803
Schistostega pennata, également appelée mousse brillante ou mousse luminescente, est une espèce de mousses haplolépidées (Dicranidae) connue pour son aspect brillant dans les endroits sombres. C'est le seul membre de la famille des Schistostegaceae.

## Description

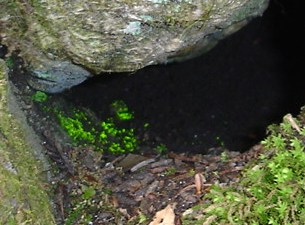

La mousse s'est adaptée pour pousser dans des conditions de faible luminosité en utilisant des cellules sphériques dans le protonema qui agissent comme des lentilles convergentes, collectant et concentrant même la lumière la plus faible. Les chloroplastes absorbent les longueurs d'onde utiles de la lumière et renvoient le reste vers la source lumineuse, donnant à la mousse une lueur or verdâtre. Les petites lentilles ont la capacité de se tourner vers la source lumineuse pour maximiser la collecte de lumière disponible.
Les frondes des pousses qui se développent à partir du protonema persistant sont petites (1,5 cm de long) avec des paires de feuilles opposées. Une longue tige maintient la capsule en forme d'œuf en l'air.

## Distribution
Schistostega pennata se trouve en Chine, au Japon, en Sibérie, en Europe et en Amérique du Nord. En Europe, on le trouve principalement dans les parties occidentale et centrale, et  semble éviter la région méditerranéenne.
L'espèce évite strictement le calcaire et pousse dans des crevasses sablo-graveleuses pour la plupart horizontales dans des roches silicatées, en particulier sur l'ardoise, le grès et le granite.
Il est facilement dépassé par d'autres mousses et espèces végétales dans les zones ouvertes et plus lumineuses, mais sa capacité à concentrer la lumière disponible lui permet de pousser dans des endroits ombragés où d'autres plantes ne peuvent pas survivre. Il préfère les sols minéraux humides, mais pas trop humides, avec une source de lumière tamisée, telle que la réflexion d'un bassin d'eau, et pousse donc dans des habitats tels que les racines d'arbres renversées, les entrées de terriers d'animaux et de grottes.

## Folklore

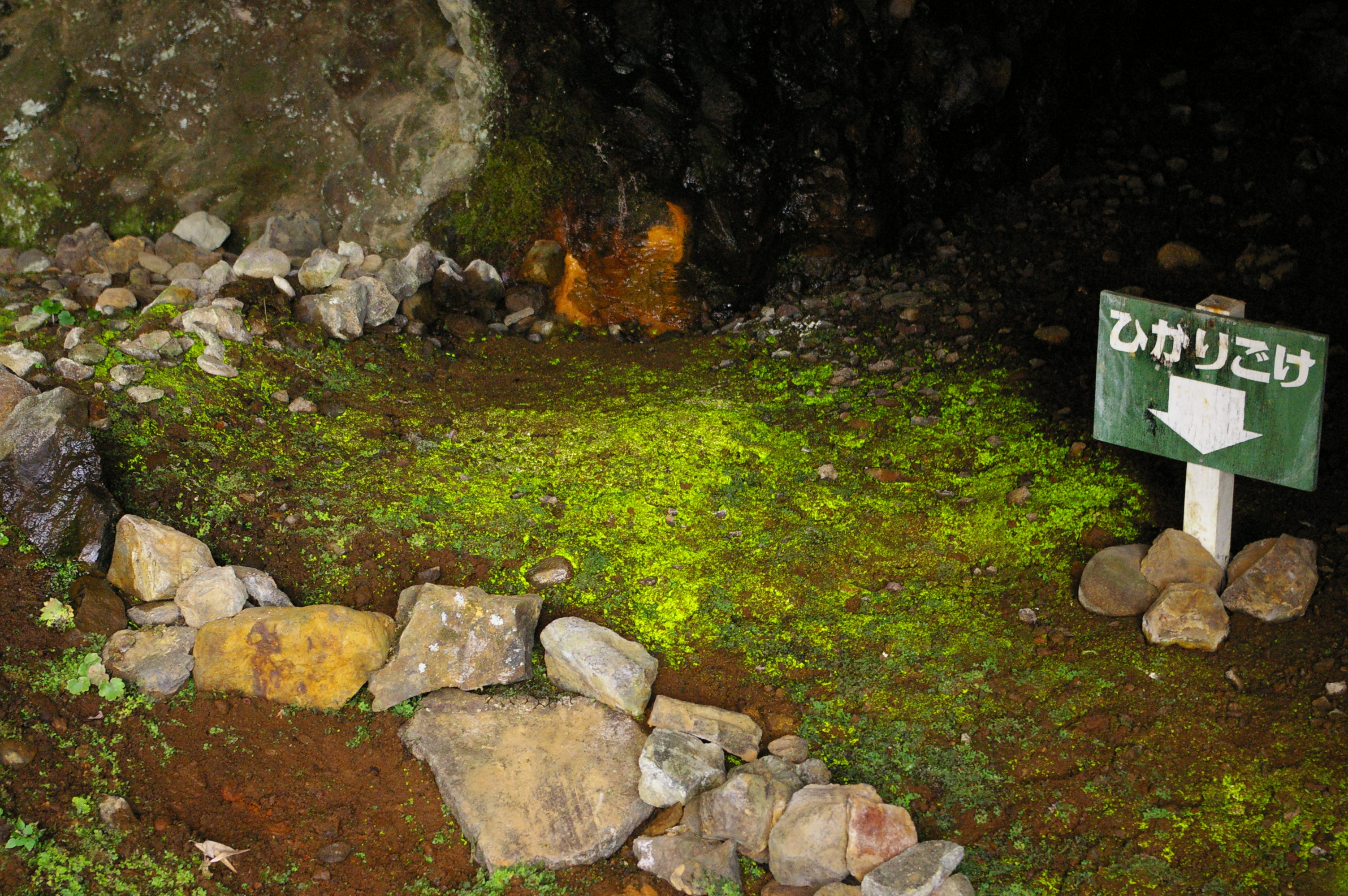
Cave Makkausu, Rausu, Hokkaido

Il y a un monument à Schistostega à Hokkaido, au Japon, où il pousse à profusion dans une minuscule grotte.

## Jeu vidéo
Dans Animal Crossing: New Horizons, il est possible de récolter des pieds de Schistostega sur certaines îles mystères accessibles uniquement par bateau. Dans le DLC Happy Home Paradise, il est possible d'en ramasser sur l'île principale de l'archipel des "Villas de Lou".